# Torremocha de Jiloca
Torremocha de Jiloca é um município da Espanha na província de Teruel, comunidade autónoma de Aragão. Tem 33,86 km² de área e em 2021 tinha 108 habitantes (densidade: 3,2 hab./km²).

## Demografia
| Variação demográfica do município entre 1991 e 2004 | Variação demográfica do município entre 1991 e 2004 | Variação demográfica do município entre 1991 e 2004 | Variação demográfica do município entre 1991 e 2004 |
| --------------------------------------------------- | --------------------------------------------------- | --------------------------------------------------- | --------------------------------------------------- |
| 1991                                                | 1996                                                | 2001                                                | 2004                                                |
| 202                                                 | 182                                                 | 159                                                 | 158                                                 |